# Eloeophila apicata
Eloeophila apicata – gatunek muchówki z rodziny sygaczowatych i podrodziny Hexatominae.
Gatunek ten opisany został w 1871 roku przez Hermanna Loewa jako Ephelia apicata.
Muchówka o krótszych niż tułów i głowa razem wzięte czułkach. Skrzydła ma wąskie, o tylnej krawędzi równomiernie zakrzywionej. Wzór na skrzydłach składa się tylko z siedmiu dużych plam, które zlewają się miejscami ze sobą, tworząc trzy mniej lub bardziej wyraźne, poprzeczne przepaski, w tym szeroką pośrodku skrzydła.
Owad palearktyczny, w Europie znany z Hiszpanii, Francji, Irlandii, Wielkiej Brytanii, Niemiec, Szwajcarii, Austrii, Włoch, Polski, Czech, Słowacji, Słowenii, Węgier, Chorwacji, Bośni i Hercegowiny, Litwy, Ukrainy, Rumunii i Bułgarii. W Azji znany z Bliskiego Wschodu, Gruzji, Iranu i Turkmenistanu.